# Mona McSharry
Mona McSharry (Grange, 21 agosto 2000) è una nuotatrice irlandese.

## Biografia
Nell'agosto 2017 ha vinto il titolo di campionessa mondiale junior dei 100 metri rana durante i mondiali giovanili, a Indianapolis. Nello stesso arco di tempo inizia a gareggiare anche in competizioni senior, come i campionati mondiali del 2017. Ha partecipato ai Giochi olimpici giovanili di Buenos Aires 2018, dove ha ottenuto il 5º posto nei 50 m stile libero e il quarto posto nei 50 e nei 100 m rana.
Nel 2019, agli europei in vasca corta di Glasgow, sale sul terzo gradino del podio nei 50 metri rana.
Ha rappresentato l'Irlanda ai Giochi olimpici estivi di Tokyo 2020, dove si è piazzata 8ª nei 100 m rana e 20ª nei 200 m rana.
Nel dicembre 2021 conquista un altro bronzo, stavolta nei 100 metri rana, ai mondiali in vasca corta di Abu Dhabi.
Ha fatto la sua seconda apparizione olimpica a Parigi 2024, dove è salita sul terzo gradino del podio nei 100 m rana, dietro alla sudafricana Tatjana Smith ed alla cinese Tang Qianting.

## Palmarès
- Giochi olimpici

Parigi 2024: bronzo nei 100m rana.
- Mondiali in vasca corta

Abu Dhabi 2021: bronzo nei 100m rana.
- Europei in vasca corta

Glasgow 2019: bronzo nei 50m rana.
- Mondiali giovanili

Indianapolis 2017: oro nei 100m rana e bronzo nei 50m rana.
- Europei U23

Dublino 2023: oro nei 50m rana, nei 100m rana e nei 200m rana.
- Europei giovanili

Hódmezővásárhely 2016: argento nei 100m rana e bronzo nei 50m rana.
Netanya 2017: oro nei 50m rana e nei 100m rana e argento nei 200m rana.